# Крикайни
Крикайни (пол. Krykajny, нім. Krickehnen) — село в Польщі, у гміні Ґодково Ельблонзького повіту Вармінсько-Мазурського воєводства.
Населення — 64 особи (2011).
У 1975-1998 роках село належало до Ельблонзького воєводства.

## Демографія
Демографічна структура станом на 31 березня 2011 року:
|          | Загалом | Допрацездатний вік | Працездатний вік | Постпрацездатний вік |
| -------- | ------- | ------------------ | ---------------- | -------------------- |
| Чоловіки | 33      | 6                  | 24               | 3                    |
| Жінки    | 31      | 9                  | 18               | 4                    |
| Разом    | 64      | 15                 | 42               | 7                    |